# Тодор Скримов
Тодор Арсен Скримов (буг. Тодор Асенов Скримов; 9. јануар 1990) је бугарски одбојкашки репрезентативац који игра на позицији примача сервиса. Професионалну каријеру започео је у француском клубу Пари Волеј где је био до 2013. године. Након Француске своју каријеру наставља у италијанском клубу Топ Волеј Латина. Тренутно игра за италијански клуб Волеј Милано.